# МіГ-23
МіГ-23 (рос. МиГ-23; кодове ім'я НАТО: Flogger) — радянський багатоцільовий винищувач зі змінною конфігурацією крила.
Призначений для боротьби з літаками супротивника в широкому діапазоні висот і швидкостей польоту і виконання завдань на користь військ оперативно-стратегічного об'єднання. Окремі модифікації МіГ-23 здатні уражати наземні цілі.
Історія створення літака МіГ-23 почалася в першій половині 1960-х років, коли ОКБ А.Мікояна (ОКБ-155) приступило до розробки винищувача для заміни МіГ-21.
Перший політ зробив 9 липня 1967 року, прийнятий на озброєння в травні 1969 року.
МіГ-23 — один з перших серійних літаків зі змінною геометрією крила. Планер виготовлений зі сталі й алюмінієвих сплавів з широким використанням зварювання. Консолі крила мають трапецієподібну в плані форму і можуть встановлюватися на кут стрілоподібності 16, 45 і 72 по передньому краю. Кожна консоль має передкрилки, чотирисекційні закрилки й двосекційні інтерцептори.                         
Оснащений турбореактивним двоконтурним двигуном з форсажними камерами Р27Ф2-300/P29-300/P35-300 (залежно від модифікації). Маса двигуна — 1488 кг, тяга — 12500 кгс..                         

## Технічні характеристики
- Екіпаж: 1 ос.
- Максимальна швидкість біля землі: 1350 км/год
- Максимальна швидкість на висоті: 2500 км/год
- Практична дальність польоту з навантаженням: 1950 км
- Практична стеля: 18500 м
- Довжина: 16,7 м
- Висота: 5,77 м
- Розмах крила: 7,8/14.0 м
- Площа крила, кв.м: 37,35 при стрілоподібності 16°; — 35,50 при 45°; — 34,16 при 72°
- Кут стрілоподібності крила по лінії ј хорд: 16 — 72

### Озброєння
- гармата ГШ-23Л (23 мм, 3200 постр../хв), боєзапас — 260 снарядів.
- керовані ракети (КР) середньої дальності Р-23Р і Р-24Р з напівактивною системою радіолокації наведення; Р-23Т і Р-24Т з тепловою головкою самонаведення (ТГС) на двох підкрильних вузлах зовнішньої підвіски;
- керовані ракети ближнього бою Р-60, Р-60М, Р-73
- керовані ракети малої дальності Р-3Р (НАРГС), Р-3Т, К-13 (ТГС).
- для враження наземних цілей застосовуються керовані Х-23 або Х-66 з наведенням по променю, некеровані авіаційні ракети (НАР) і бомби вільного падіння.

## Служба
Серійне виробництво винищувачів МІГ-23 припинене в 1985 році, винищувачі МіГ-23 останніх модифікацій ВПС України й Росії були виведені в резерв і перебувають на базах зберігання.
Окрім ВПС і військ ППО СРСР, літаки МіГ-23 різних модифікацій поставлялися ВПС Афганістану, Алжиру, Анголи, Болгарії, Куби, Чехословаччини, НДР, Єгипту, Лівії, Угорщини, Іраку, Індії, КНДР, Ефіопії, Південного Ємену, Польщі, Сирії, В'єтнаму.
Бойова кар'єра МіГ-23 була не така насичена, як в його попередника — МіГ-21, але не менш цікавою. «Двадцять треті» воювали на Близькому Сході в арабо-ізраїльських війнах, в Іраці під час «Бурі в пустелі», в Анголі. Практично всі модифікації пройшли "хрещення вогнем".